# Dulwich (London)
Dulwich [ˈdʌlɪtʃ] ist ein Stadtteil der Londoner Bezirke Southwark und Lambeth. Er liegt in einem Tal und grenzt unter anderem an Camberwell und Crystal Palace. Bis 1889 gehörte Dulwich zur Grafschaft Surrey und wurde dann in den neu geschaffenen County of London eingegliedert. Nach dessen Auflösung 1965 wurde der Stadtteil den Bezirken Southwark und Lambeth zugeordnet.

## Geschichte
Die erste urkundliche Erwähnung Dulwichs stammt von König Edgar I., der im Jahr 967 dem Earl Aelfheah einen Weiler auf dem Gebiet zusprach. Der Name Dulwich wurde im Laufe der Zeit auf verschiedene Weise ausgesprochen, etwa Dilwihs, Dylways oder Dullag und geht auf die Pflanze Dill zurück. Das Land stand unter anderem im Eigentum von Harald II. und gehörte nach 1066 zum Besitz von Wilhelm dem Eroberer. 1333 wurde die Zahl der Einwohner Dulwichs mit 100 Personen angegeben. 1538 nahm Heinrich VIII. den Ort in Besitz und verkaufte ihn für 609 £ an den Goldschmied Thomas Calton.

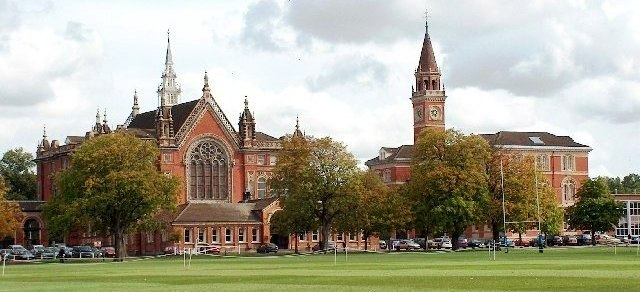
Dulwich College

Dessen Enkel verkaufte das Land 1605 für 4900 £ an den Schauspieler und Unternehmer Edward Alleyn. Dieser errichtete eine Schule und richtete mit seinem Vermögen eine Stiftung ein. Deren Nachfolgeorganisation hat noch heute etwa 6 Quadratkilometer des Gebiets im Besitz. Die Schule wurde 1882 aufgeteilt, und es entstand das Dulwich College und die Alleyn’s School. Im 17. Jahrhundert besuchte König Charles I. den Dulwich Wood, um dort zu jagen. Die Quellen auf dem Stadtgebiet erlangten schon früh Berühmtheit in ganz London. Schon 1677 berichtete der Autor John Evelyn über die heilsamen Quellen von Dulwich. 1739 ließ der Besitzer einer Kneipe südlich des Ortskerns einen Brunnen graben. Dem dort gefundenen Wasser wurde abführende Wirkung zugeschrieben, und es wurde einige Zeit lang zu medizinischen Zwecken verwendet. Um 1815 gründete William Glennie eine Schule in Dulwich Grove, zu deren Schülern unter anderem Lord Byron gehörte. Die an der Schule veranstalteten Konzerte zogen berühmte Besucher wie etwa den Dichter Thomas Campbell und den Maler und Erfinder des Panoramabildes Robert Barker an. Zwischen 1811 und 1814 wurde die Dulwich Picture Gallery errichtet. Durch eine gezielte Desinformationskampagne des britischen Militärs zum Schutz der Londoner Innenstadt wurde Dulwich im Zweiten Weltkrieg von zahlreichen V1- und V2-Bomben getroffen.

## Geographie
Das Stadtgebiet ist aufgeteilt in East Dulwich, West Dulwich und Dulwich Village. Im Süden grenzt Dulwich an Crystal Palace, im Westen an Tulse Hill und im Norden an Denmark Hill. Im Osten schließt sich Camberwell an.

## Sport und Freizeit

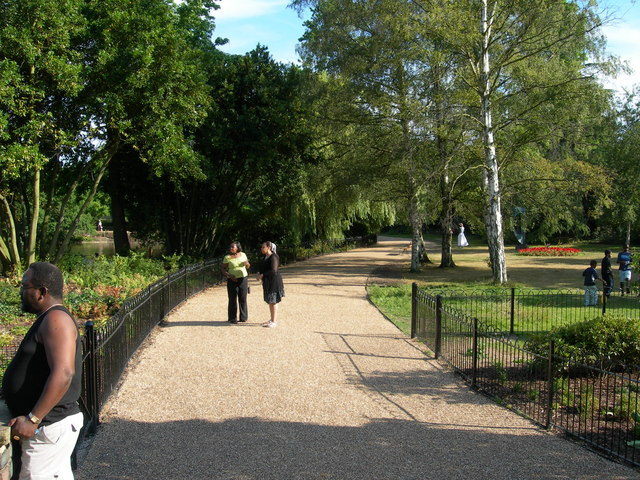
Dulwich Park

Dulwich hat mit dem 1893 gegründeten Dulwich Hamlet F.C. einen Fußballklub, der zurzeit in der National League South spielt. Unterstützt wird dieser Verein von der Unternehmensgruppe J Sainsbury. Ein weiterer Verein ist der Fisher F.C., der in der Amateur-Liga spielt. Beide Clubs sind in East Dulwich beheimatet. Die Mannschaft des Old Alleynian Football Club spielt in der Rugby Union. Ursprünglich ausschließlich für Schüler des Dulwich College gegründet, steht das Team heute jedem offen. Der Dulwich Park wurde 1890 eröffnet. Das heutige Areal des Parks war früher Farmland. Heute ist der Park Teil des Naherholungskonzepts für Dulwich. Er bietet unter anderem einen Kinderspielplatz und einen Tennisplatz.

## Sehenswürdigkeiten
Das Dulwich Hospital in East Dulwich wurde 1885 bis 1887 nach den Plänen von Henry Jarvis erbaut. Nach seiner Eröffnung bot es Platz für 723 Patienten. Später wurde das Hospital in ein Militärkrankenhaus umgewandelt. Während des Ersten Weltkriegs wurden dort etwa 15.000 Verwundete behandelt. 1931 wurde das Krankenhaus um einen Operationssaal erweitert. 1964 schloss sich das Krankenhaus mit dem King’s College Hospital in Denmark Hill zusammen. Das neu geschaffene Krankenhaus hat zurzeit keine Notaufnahme.
In Dulwich Village befindet sich ein Brunnen, der an Dr. George Webster, dem Gründer der British Medical Association, erinnert. Dieser arbeitete zwischen 1815 und 1875 in Dulwich.
Der alte Friedhof in Dulwich Village wurde von Edward Alleyn gegründet. Am 1. September 1616 hielt der Erzbischof von Canterbury den Gottesdienst zur Kirchweihe. Auf diesem Friedhof wurden zahlreiche Opfer der Pest beigesetzt. 1858 wurde der Friedhof geschlossen. Die schmiedeeisernen Eingangstore sowie zwölf Grabsteine stehen heute unter Denkmalschutz.
Das Gebäude der alten Grundschule der Stadt geht auf einen Entwurf von Charles Barry zurück.

### Häuser
Belair House (heute Beauberry House) liegt zwischen West Dulwich und Dulwich gegenüber der West Dulwich Railway Station. Es wurde 1785 für John Files erbaut. Bis 1938 war es in Privatbesitz und ging dann auf das Southwark Council über. Ab Anfang 1990 verfiel das Haus immer mehr, bis es 1998 schließlich von einem privaten Investor gekauft und in ein gehobenes Restaurant umgebaut wurde. Zu dem Gebäude gehört eine große Parkanlage, die der Öffentlichkeit zugänglich ist. Der in diesem Park befindliche See ist der einzige Teil des River Effra, der nicht unterirdisch fließt.

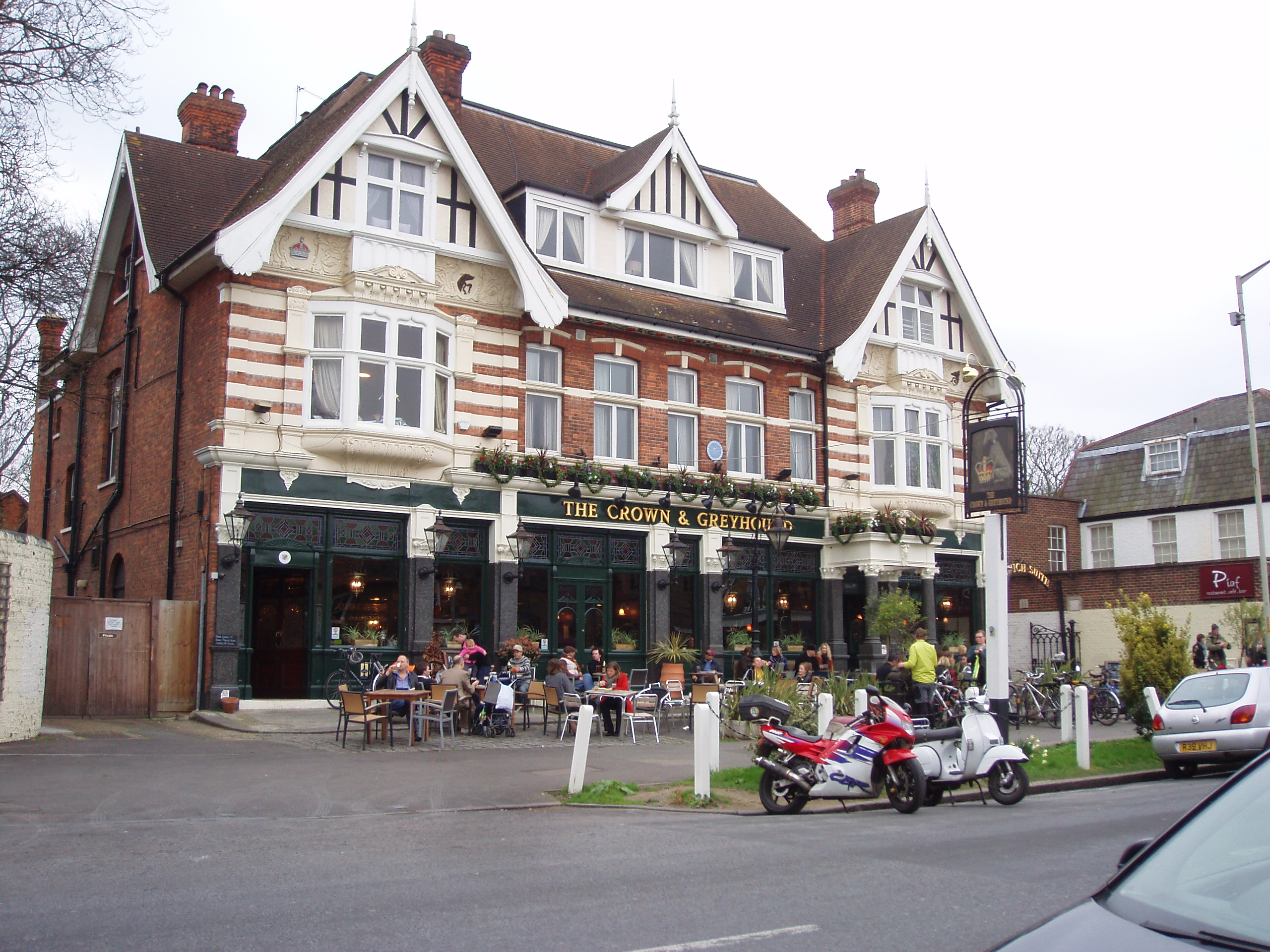
Das Pub Crown and Greyhound

Bell House liegt in der College Road und wurde 1787 für Thomas Wright, dem späteren Lord Mayor of London, erbaut. Es wurde zunächst Teil des Dulwich College und fiel erst 1993 wieder in Privatbesitz. Zur Mitte des 19. Jahrhunderts fügte man einen großen Anbau an. Heute steht nicht nur das Haus selbst, sondern auch die Mauer, die den Garten vom Haus trennt, unter Denkmalschutz.
Das Crown & Greyhound Public House liegt in Dulwich Village. Im 19. Jahrhundert befanden sich an seiner Stelle zwei Pubs, eines mit dem Namen Crown, das andere mit dem Namen Greyhound. Während das Grown meist von Arbeitern besucht wurde, traf sich im Greyhound der ortsansässige Adel. Das Greyhound diente zugleich als Haltepunkt für Kutschen auf dem Weg von Piccadilly nach Sittingbourne in Kent. Charles Dickens besuchte häufig das Greyhound, wenn er sich in Dulwich aufhielt. Das Gebäude steht heute unter Denkmalschutz.

### Kirchen
Die All Saints Church in West Dulwich liegt in der Rosendale Road. Das im Stil der Neugotik zwischen 1888 und 1897 nach einem Entwurf des Architekten George Fellowes Prynne errichtete Gebäude sollte ursprünglich als Kathedrale für South London dienen. Der ursprüngliche Entwurf wurde jedoch im Maßstab verkleinert. Am 9. Juni 2000 brach ein Feuer im Kirchengebäude aus, wodurch es schwer beschädigt wurde. Im April 2006 wurde die Kirche nach umfangreichen Renovierungsarbeiten wieder eröffnet.
Die St Barnabas Church wurde 1894 geweiht und gehört ebenfalls zur Church of England. Sie liegt in der Calton Avenue, am Rand von Dulwich Village. Das von W.H. Wood entworfene Gebäude fiel am 7. Dezember 1992 einer Brandstiftung zum Opfer und brannte vollständig nieder. Nach einer großen Spendenaktion konnte 1996 an derselben Stelle eine von Larry Malcic geplante neue Kirche eröffnet werden.

## Verkehr

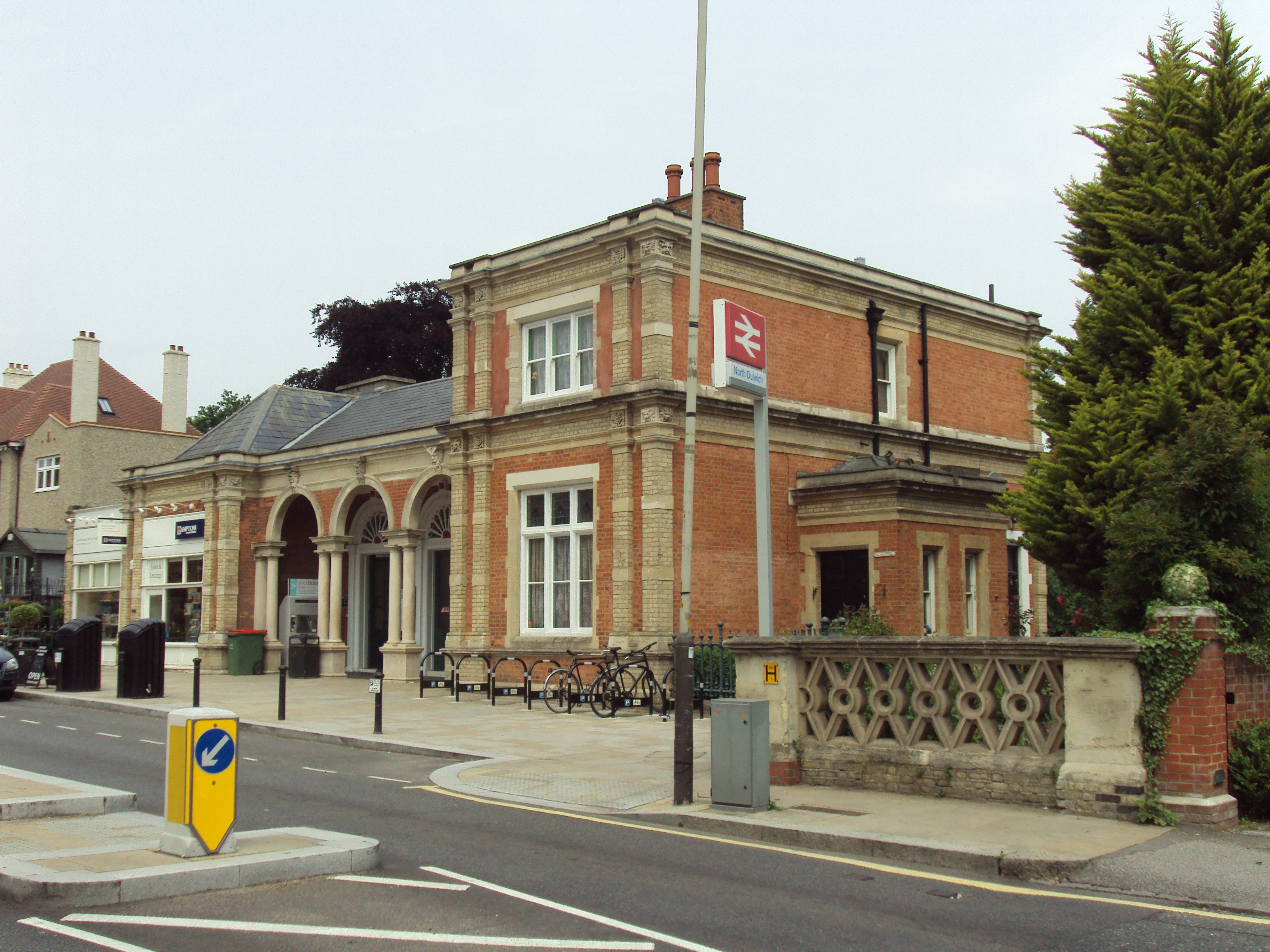
North Dulwich Railway Station

Dulwich liegt an der A205, einem der Straßenringe Londons. Auf der, direkt durch das Stadtgebiet führenden College Road befindet sich eine Mautstation, deren Ursprünge bis ins Jahr 1789 zurück reichen.
Mit insgesamt drei Bahnhöfen ist das Stadtgebiet an den öffentlichen Personennahverkehr angeschlossen. Von der West Dulwich Railway Station dauert die Fahrt zur Victoria Station 12 Minuten. Von hier verkehren auch Züge von und nach Blackfriars. Über West Dulwich erreicht man zudem die nördlich gelegenen Haltepunkt auf dem Thameslink. Vom Bahnhof East Dulwich gelangt man in 12 Minuten zum Bahnhof London Bridge. Über den Bahnhof North Dulwich erreicht man die Innenstadt in 14 Minuten.
Von und nach Dulwich verkehren die Buslinien 3, 12 und 37 sowie 40, 176, 185, 197, 201, 450 und 484. Mit der Buslinie P4 erreicht man Brixton oder Lewisham, die Buslinie P13 verbindet Dulwich mit Newcross und Streatham.
Wenig bekannt ist die Tatsache, dass im Grundbuch derjenigen Grundstücke, die in der direkten Linie zwischen der North und der West Dulwich Railway Station liegen, eine Klausel eingetragen ist, die das Recht sichert, unter diesen Grundstücken eine U-Bahn-Linie zu bauen.

## Persönlichkeiten

### Söhne und Töchter des Stadtteils
- Enid Blyton (1897–1968), Autorin
- Mavis Lever (1921–2013), Kryptoanalytikerin
- Pamela Margaret Huby (1922–2019), Philosophiehistorikerin
- Anne Shelton (1923–1994), Sängerin
- Tony Archer (* 1938), Jazzmusiker
- Dave Peverett (1943–2000), Rockmusiker
- Lisa Vanderpump (* 1960), TV-Persönlichkeit, Gastronomin
- Tim Roth (* 1961), Schauspieler
- Trevor Sinclair (* 1973), Fußballspieler
- Sally Hawkins (* 1976), Schauspielerin

### Berühmte Bewohner
Dulwich entwickelte sich nach und nach zum Wohnviertel von Angehörigen des Showgeschäfts. So leben etwa der Sänger Carl Barât und die Korrespondentin Dharshini David in Dulwich. Neben Peter Cushing wohnte hier auch Sacha Baron Cohen, bevor er mit seiner Figur Borat Sagdiyev internationale Bekanntheit erlangte. Auch zahlreiche Politiker lebten oder leben in Dulwich. Zu ihnen zählte etwa Margaret Thatcher, Lord McColl of Dulwich, Admiral Lord Boyce und Albert Booth.
Boris Johnson, Premierminister von Juli 2019 bis September 2022, kaufte anschließend ein Haus in Dulwich und zog dorthin.